# Українсько-костариканські відносини
Українсько-костариканські відносини — відносини між Україною та Республікою Коста-Рики.
Коста-Рика визнала незалежність України 23 грудня 1991 року. Країни встановили дипломатичні відносини 9 червня 1992 року.
Інтереси громадян України в Республіці Коста-Рика захищає Посольство України в Мексиці.

## Торгівля

### 2020
За обсягами торгівлі Коста-Рика є основним торговельним партнером України серед країн Центральної Америки.
У 2020 році обсяги торгівлі між двома країнами склали 123,93 млн дол. США (74,25 млн — експорт, 49,68 млн — імпорт). Позитивне для України сальдо становило 24,57 млн дол. США.
Основу українського експорту до Коста-Рики складали вироби з чорних металів (84,5%), рослинна олія (9,6%), борошно (2,8%), основою імпорту з Коста-Рики до України були їстівні плоди й горіхи (92,5%) та оптичні прилади (4,5%).
Обсяги торгівлі послугами України з Коста-Рикою у 2020 році склали 147,3 тис. дол. США (експорту 119,2 тис. дол. США, імпорту 28,1 тис. дол. США). Основу українського експорту послуг складали транспортні послуги, імпорту з Коста-Рики – послуги, пов’язані з подорожами та інформаційні послуги.

### 2021
У 2021 році обсяги торгівлі між двома країнами склали 208,4 млн дол. США (164,6 млн — експорт, 43,8 млн — імпорт). Позитивне для України сальдо становило 88,1 млн дол. США.